# Purkersdorf
Die Stadtgemeinde Purkersdorf mit 9970 Einwohnern (Stand 1. Jänner 2025) liegt in der Wienerwald-Region im Bezirk St. Pölten unmittelbar an der Stadtgrenze von Wien auf 248 m ü. A.

## Geografie
Purkersdorf liegt an der Einmündung des Gablitzbaches in den Wienfluss. Das Siedlungsgebiet erstreckt sich entlang der beiden Gewässer bis an die Stadtgrenze, wo es in die Nachbargemeinden Wien, Tullnerbach und Gablitz übergeht.
Die höchsten Erhebungen der Gemeinde liegen südlich des Wienflusses: amtlich unbenannter Gipfel (533 m ü. A.), Laabersteigberg (530 m ü. A.), Feuersteinberg (507 m ü. A.), Rudolfshöhe (475 m ü. A., mit Rudolfswarte). Der Gipfel des nördlich gelegenen, mit 542 m ü. A. knapp höheren Troppbergs liegt bereits in der Gemeinde Gablitz. Zwischen der Rudolfshöhe und dem Stadtzentrum befinden sich zwei historisch bedeutende Vorgipfel: der Schöffelstein (425 m ü. A.) und der Georgenberg (433 m ü. A.).

### Gemeindegliederung
Purkersdorf besteht aus einer Ortschaft. Ortsteile sind An der Stadlhütte, Baunzen, Deutschwald, Glasgraben, Irenental, Neu-Purkersdorf, Postsiedlung, Rechenfeld, Richter-Minder-Siedlung, Sagbergsiedlung, Süßfeld sowie einige Einzellagen.

### Nachbargemeinden
| Gablitz                | Mauerbach                                   |      |
| Tullnerbach, Pressbaum | Kompassrose, die auf Nachbargemeinden zeigt | Wien |
| Wolfsgraben            | Laab im Walde (Bezirk Mödling)              |      |

## Geschichte

### Frühgeschichte und Mittelalter
Auf dem Georgenberg, dem 440 Meter hohen Hausberg von Purkersdorf, wurden jungsteinzeitliche Funde entdeckt.
Ab dem 8. Jahrhundert vor Christus, dem Beginn der Hallstattzeit, war der Raum Purkersdorf dauerhaft besiedelt, später von Kelten in der Latènezeit. Auch Funde aus der Römerzeit sind vorhanden.
Gegründet wurde der Ort Purkersdorf als Waldsiedlung um das Jahr 1000. Nachweislich erwähnt wurde der Name Purchartesdorf, als sein Besitzer Albero de Purchartesdorf im Jahr 1133 als Zeuge und Stifter in diversen Schriften des Stiftes Klosterneuburg aufscheint. Bereits in dieser Zeit dürfte auch die Burg entstanden sein.
Die Babenberger erklärten den größten Teil des Wienerwaldes, mit Purkersdorf mitten darin, zum Bannwald, reserviert zur Jagd nur für Auserwählte. Seit Mitte des 12. Jahrhunderts ist das Schloss (castrum Purchartsdorf), damals eine massive Wasserburg, nachweisbar.
Ort und Burg wechselten mehrmals den Besitzer, bis sie von Reinprecht von Wallsee 1333 an die Habsburger verkauft wurden.
Herzog Albrecht der Weise residierte 1348/49 in Purchartzdorf, weil es völlig von der Pest verschont blieb.

### Habsburgerzeit

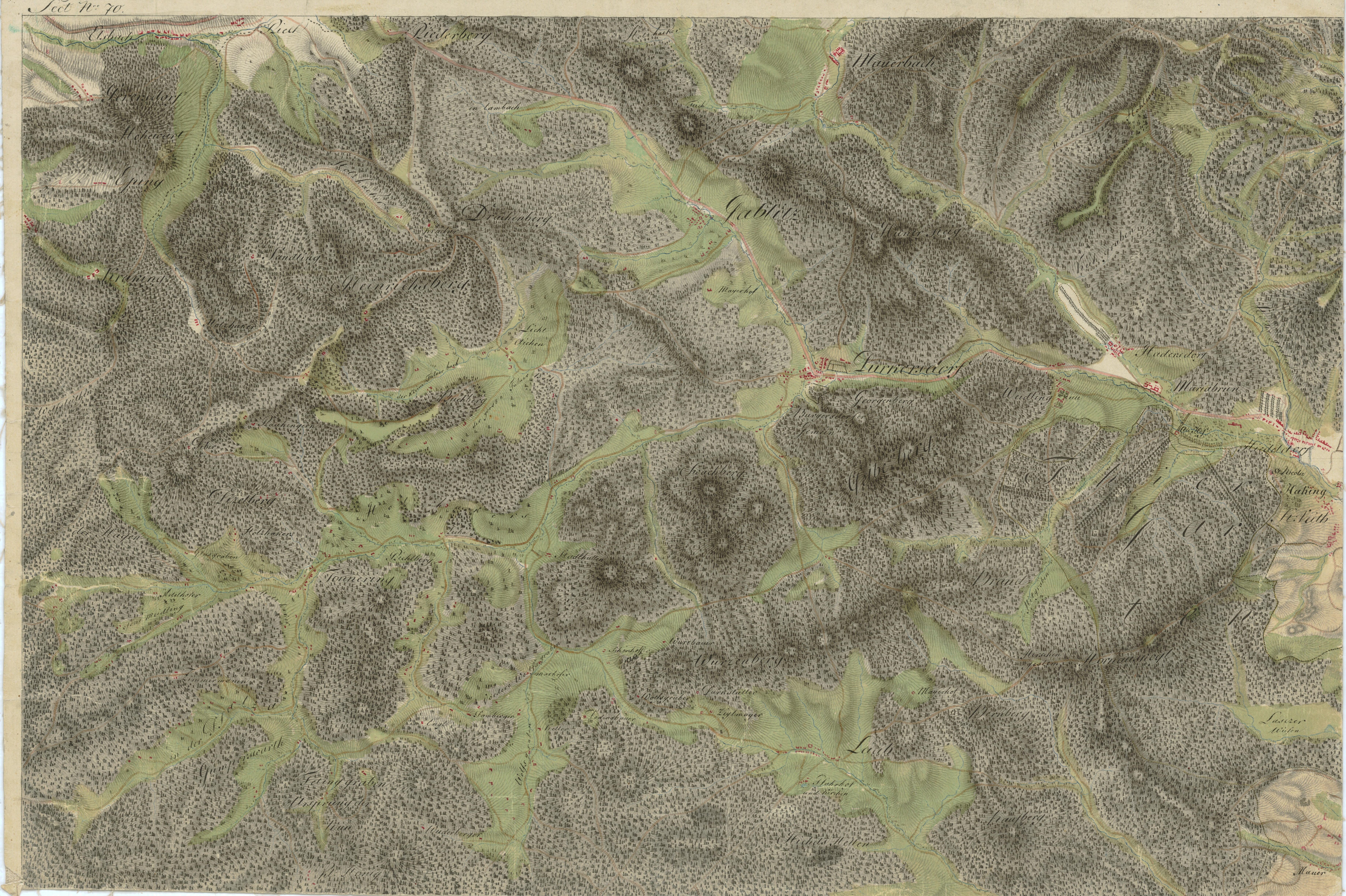
Purkersdorf an der Straße vom Riederberg über Gablitz nach „Hiedeldorf“, um 1790 (Josephinische Landesaufnahme)

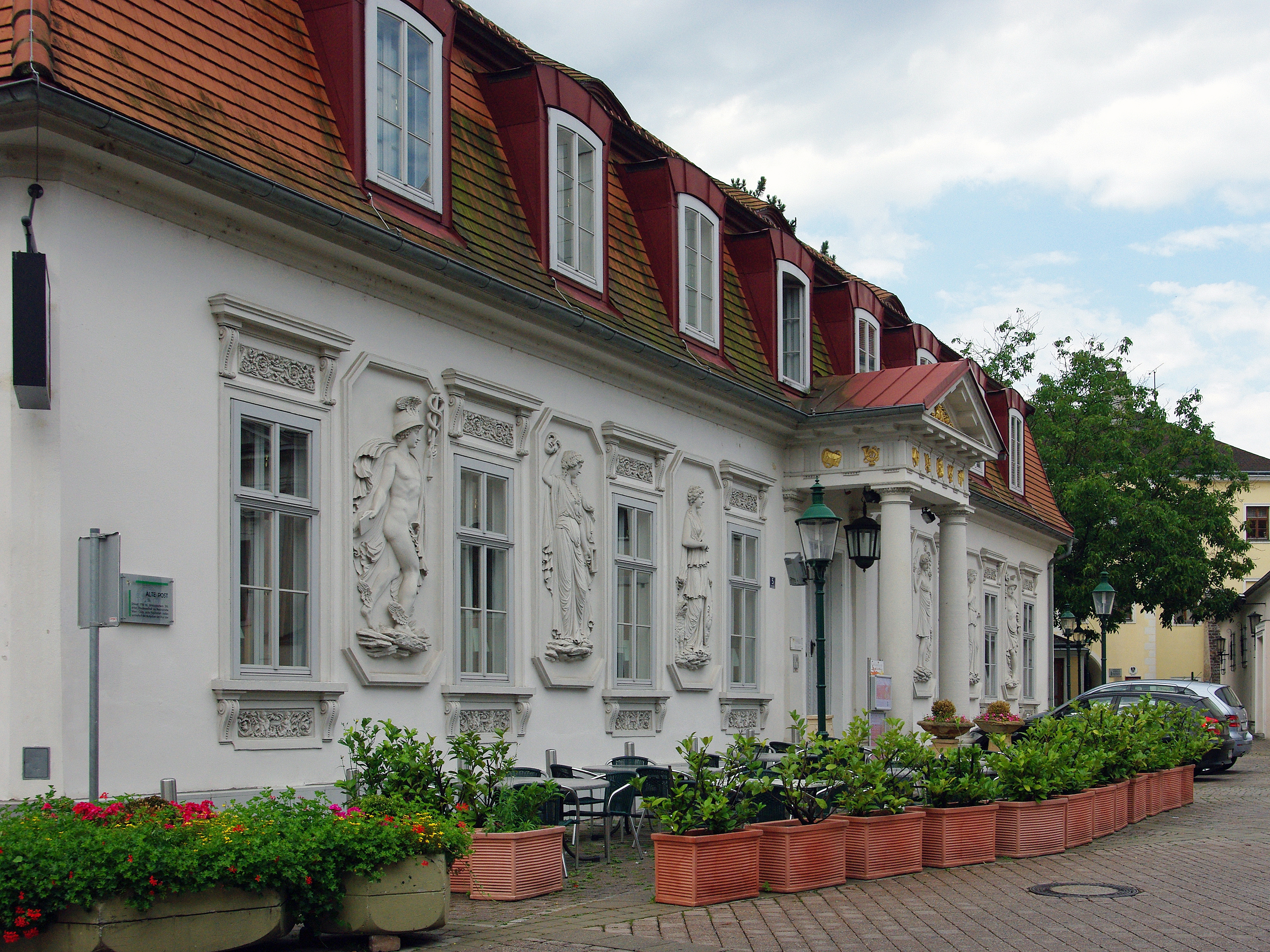
Ehemalige Poststation

Das landesfürstliche Waldgebiet wurde von 1500 bis 1848/49 vom kaiserlichen Waldamt verwaltet, das den Ort als Vertreter des Grundherren beherrschte. Das Waldamt hatte seinen Sitz bis 1788 im Purkersdorfer Schloss. Es war nicht nur fachliche Verwaltungsstelle, sondern auch obrigkeitliche landesfürstliche Aufsichtsbehörde, welche die Gerichtsbarkeit über hatte.
1284 erwarb der Deutsche Orden hier ausgedehnten Waldbesitz (Ortsteil Deutschwald). Erst 1766 wurden diese Burckersdorffer Waldungen an das Waldamt verkauft. 1452 zogen die Ungarn durch den Ort. Zur Zeit der Reformation wurde die römisch-katholische Pfarre aufgelassen und erst 1570 durch Kaiser Maximilian II. wieder eingerichtet. Im Zuge der Belagerungen Wiens 1529 und 1683 durch die Türken wurde Purkersdorf wie das gesamte Wiener Umland verwüstet.
Bestimmend für den Ort war seine Lage an der Reichsstraße, die dem historischen Römerweg über den Riederberg folgte. Ab 1558 ist die Burkherdorffer Poststation nachgewiesen, sie ist aber sicher viel älter. Sie war die (von Wien aus gesehen) erste und daher sehr ertragreiche Raststation auf der Strecke Wien–Linz. 1796/97 wurde die Poststation im frühklassizistischen Stil neu errichtet. Die reliefgeschmückte Fassade ist noch heute zu sehen.
1713 wurde der Ort von der Pest heimgesucht, die aus Wien eingeschleppt worden war. Fast die Hälfte der 250 Einwohner fiel ihr zum Opfer. 1805 wurden von Napoleon Gefangene, angeblich 3000 Mann, in die Ortskirche gesperrt, die wegen der Kälte das gesamte Inventar verheizten.
In einem Wanderführer aus dem Biedermeier, dem Werk Wien’s Umgebungen auf zwanzig Stunden im Umkreise von Adolf Schmidl aus dem Jahre 1835, wird über das damals so genannte Burkersdorf mitgeteilt:

„Das Dorf ist ganz geeignet, dem Reisenden die Nähe der Residenz vortheilhaft anzukündigen. Das hiesige Posthaus ist ein hübsches Gebäude, mit der Überschrift: „Willkommen!“ Auch sonst hat der Ort stattliche Gebäude. Besondere Erwähnung verdient das Haus des Zimmermeisters, gleich das erste links, wenn man den Ort erreicht. Es hat einen kleinen Park, in welchem die Büste Sr. Majestät des Kaisers Franz I. aufgestellt ist.“

Im August 1842 kam es zum „großen Brand“, der wegen Trockenheit und starken Windes vom Postgebäude auf Kirche, Schloss und Schule übergriff und weitere 13 Häuser einäscherte.
Im Kampf gegen Wiener Revolutionäre besetzten regierungstreue kroatische Verbände des Bans Joseph Jellacic im Oktober 1848 den Ort.
1849 wurde Purkersdorf auf Grund des neuen Gemeindegesetzes Kaiser Franz Josephs I. zur selbstständigen Ortsgemeinde. 1856 bis 1858 wurde hier ein Teil der k.k. privilegierten Kaiserin-Elisabeth-Bahn, der heutigen Westbahn, errichtet und Purkersdorf damit an das moderne Verkehrsnetz angeschlossen. Die Landgräfin Fürstenberg hatte allerdings eine geänderte Streckenführung – mit einem Bahnhof einen Kilometer vom Ortszentrum entfernt – durchgesetzt.
1873 wurde die Freiwillige Feuerwehr Purkersdorf gegründet. 1905 erfolgte die Eröffnung des Sanatoriums Purkersdorf nach Plänen von Josef Hoffmann als Kur- und Wasserheilanstalt.
Der Gasthof „Zum Goldenen Adler“ bestand von 1529 bis 2008.

### Republik Österreich
In der Zwischenkriegszeit wurde der Ort 1929 zur Marktgemeinde erhoben. Kurze Zeit später, nach dem „Anschluss“ Österreichs an das Deutsche Reich, wurde der Ort am 15. Oktober 1938 als Teil des neu geschaffenen 14. Bezirks, Penzing, nach Groß-Wien eingegliedert.
Am 5. April 1945 erfolgte der Einmarsch der Roten Armee ohne größere Kampfhandlungen vom Wienerwaldsee her. Über sechzig Einwohner, darunter viele überzeugte Nationalsozialisten, begingen Suizid.
Am 12. April 1945 wurde von der sowjetischen Besatzungsmacht eine Gemeindeverwaltung eingesetzt. 1946 einigten sich Wien und Niederösterreich darauf, Purkersdorf wie viele andere 1938 zu Groß-Wien zugeordnete Orte wieder an Niederösterreich zurückzustellen. Die Sowjetunion legte dagegen als Besatzungsmacht ihr Veto ein und hob es erst 1954 auf. Die Besatzung im Ort wurde 1947, die Ortskommandantur 1949 abgezogen.
Purkersdorf wurde am 1. September 1954 durch die Abtrennung von Wien wieder selbstständig. Im Jahre 1966 (Gesetzesbeschluss, offizielle Feier 1967) wurde die Marktgemeinde schließlich zur Stadtgemeinde erhoben.
1973 wurde die Städtepartnerschaft mit Bad Säckingen am Hochrhein eingegangen.
Weitere Partnerstädte ab 2002 sind Sanary-sur-Mer in Frankreich und Göstling an der Ybbs in Niederösterreich.
Es gab immer wieder größere Überschwemmungen, wenn die Wien aus ihren Ufern trat, zuletzt 1940, 1997, 2002 und 2024.
Im Jahr 2002 bezogen die Österreichischen Bundesforste ihren neuen Hauptsitz in einem mehrgeschoßigen Holzbau im Schlosspark.
Von 1954 bis zu dessen Auflösung mit 31. Dezember 2016 war Purkersdorf Teil des niederösterreichischen Bezirks Wien-Umgebung. Seither gehört es zum Bezirk St. Pölten.

### Bevölkerungsentwicklung
Für das Jahr 1572 werden in Chroniken für Purkersdorf 120 und für das Jahr 1830 bereits 961 Einwohner genannt.
| Purkersdorf: Einwohnerzahlen von 1869 bis 2025      | Purkersdorf: Einwohnerzahlen von 1869 bis 2025 | Purkersdorf: Einwohnerzahlen von 1869 bis 2025 | Purkersdorf: Einwohnerzahlen von 1869 bis 2025 | Purkersdorf: Einwohnerzahlen von 1869 bis 2025 |
| --------------------------------------------------- | ---------------------------------------------- | ---------------------------------------------- | ---------------------------------------------- | ---------------------------------------------- |
| Jahr                                                |                                                |                                                |                                                | Einwohner                                      |
| 1869                                                | 1869                                           |                                                | 1.423                                          | 1.423                                          |
| 1880                                                | 1880                                           |                                                | 1.860                                          | 1.860                                          |
| 1890                                                | 1890                                           |                                                | 2.102                                          | 2.102                                          |
| 1900                                                | 1900                                           |                                                | 2.829                                          | 2.829                                          |
| 1910                                                | 1910                                           |                                                | 3.733                                          | 3.733                                          |
| 1923                                                | 1923                                           |                                                | 4.556                                          | 4.556                                          |
| 1934                                                | 1934                                           |                                                | 5.032                                          | 5.032                                          |
| 1939                                                | 1939                                           |                                                | 4.724                                          | 4.724                                          |
| 1951                                                | 1951                                           |                                                | 5.262                                          | 5.262                                          |
| 1961                                                | 1961                                           |                                                | 4.912                                          | 4.912                                          |
| 1971                                                | 1971                                           |                                                | 5.036                                          | 5.036                                          |
| 1981                                                | 1981                                           |                                                | 5.147                                          | 5.147                                          |
| 1991                                                | 1991                                           |                                                | 6.413                                          | 6.413                                          |
| 2001                                                | 2001                                           |                                                | 7.762                                          | 7.762                                          |
| 2011                                                | 2011                                           |                                                | 9.259                                          | 9.259                                          |
| 2021                                                | 2021                                           |                                                | 9.843                                          | 9.843                                          |
| 2025                                                | 2025                                           |                                                | 9.970                                          | 9.970                                          |
| Quelle(n): Statistik Austria, Gebietsstand 1.1.2021 |                                                |                                                |                                                |                                                |

## Kultur und Sehenswürdigkeiten

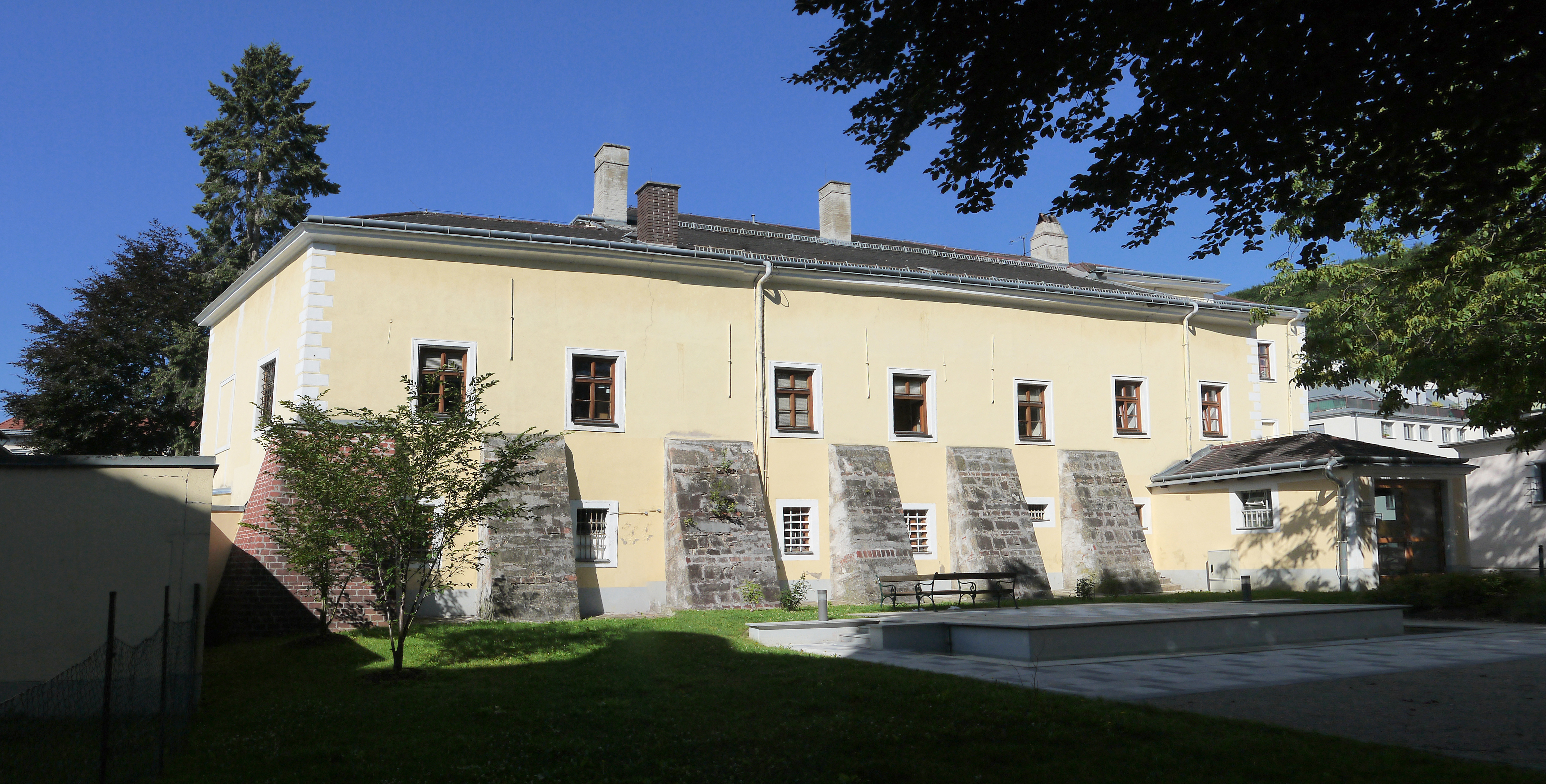
Schloss Purkersdorf

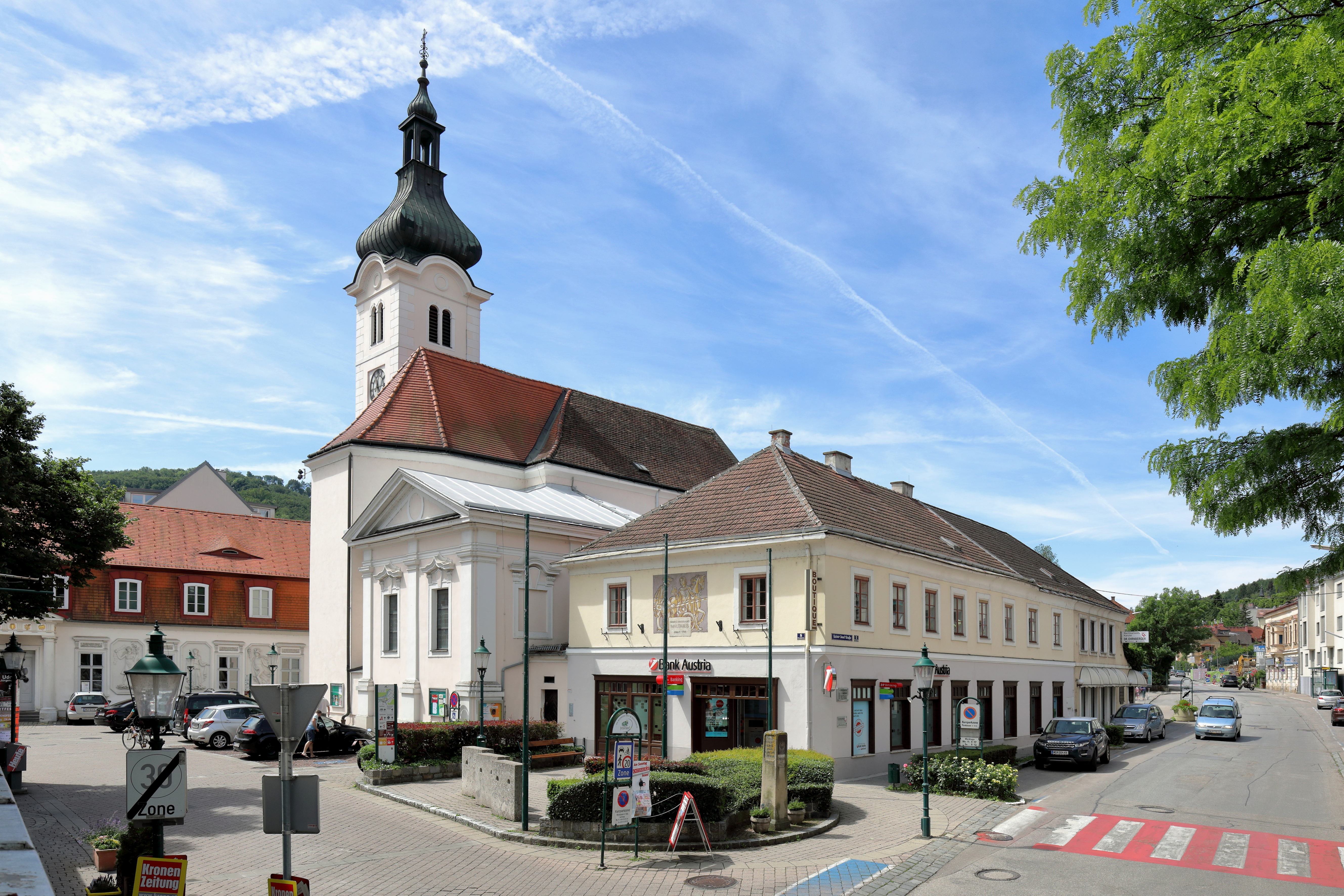
Pfarrkirche Purkersdorf und das ehemalige kaiserliche Mauthaus

- Schloss Purkersdorf, im Innenhof mit dem Stadtmuseum Purkersdorf
- Katholische Pfarrkirche Purkersdorf hl. Jakob, mittelalterlichen Ursprungs, mit Gnadenbild der stillenden Muttergottes (Madonna lactans) und Friedenskreuz
- Evangelische Kirche zur Ehre Gottes
- Sanatorium Purkersdorf, ein Hauptwerk des Jugendstils von Josef Hoffmann
- Schöffelstein, Denkmal zu Josef Schöffel
- Mozartdenkmal
- Naturpark Purkersdorf-Sandsteinwienerwald
- Die Eichmayerhöhle ist eine 60 m lange seit 1969 geschützte Höhle bei Purkersdorf

## Wirtschaft und Infrastruktur

### Verkehr

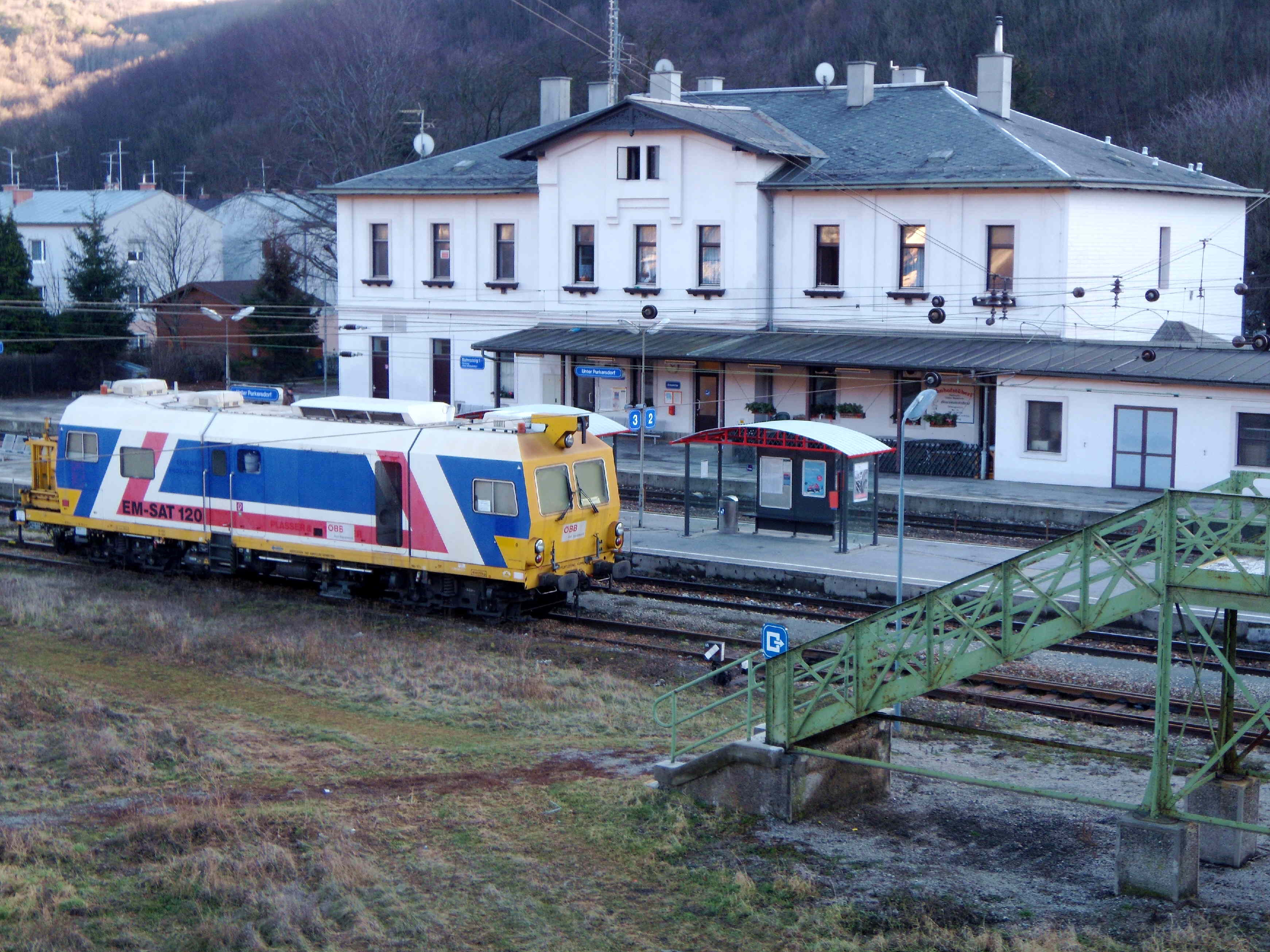
Bahnhof Unter Purkersdorf (Zustand im Jahr 2009, die Bahnstrecke wurde seither versetzt und das Aufnahmsgebäude wird nicht mehr genutzt)

Purkersdorf liegt an der Westbahn und hat an dieser vier Haltestellen (Purkersdorf-Sanatorium, Unter Purkersdorf, Purkersdorf-Zentrum und Unter-Tullnerbach). Purkersdorf ist durch die S-Bahn-Linie S50 an den Wiener Westbahnhof angebunden. Außerdem halten an der Station Purkersdorf Zentrum halbstündlich bis stündlich REX in Richtung Wien Westbahnhof bzw. St. Pölten Hauptbahnhof und Amstetten.
Bei Purkersdorf beginnt die Westautobahn A1. Sie durchquert das Gemeindegebiet ohne Anschlussstelle im Bereich der Ortsteile Baunzen und Glasgraben.

### Gesundheitsversorgung
In Purkersdorf gibt es mehrere praktische Ärzte, Fachärzte sowie zwei Apotheken. Die nächsten Spitäler befinden sich in St. Pölten, Tulln und Wien. Im Ort gibt es eine Dienststelle des Roten Kreuzes und des Arbeiter-Samariter-Bundes, die rund um die Uhr besetzt sind und gemeinsam einen Notarztwagenstützpunkt betreiben. Die Einsatzfahrzeuge des Roten Kreuzes werden über die bezirksübergreifende und landesweit zuständige Leitstelle 144 Notruf Niederösterreich disponiert.

## Bildung
Purkersdorf verfügt über eine Volksschule, eine Neue Mittelschule und Polytechnikum, eine Sonderschule und ein Gymnasium. Die Stadtgemeinde Purkersdorf stellt für die Betreuung der Schülerinnen und Schüler einen Schülerhort zur Verfügung.

## Politik
Bürgermeister der Stadtgemeinde ist Stefan Steinbichler. Er wurde am 6. November 2018 in einer außerordentlichen Gemeinderatssitzung als Nachfolger von Karl Schlögl gewählt. Schlögl stellte mit 31. Oktober 2018 das Amt zur Verfügung, nachdem er es seit 1989 innegehabt hatte. Eine Unterbrechung gab es nur in den Jahren 1997 bis 2000, als Karl Schlögl Innenminister in der Bundesregierung Klima war. Nach dem Ende der SPÖ/ÖVP-Koalition kehrte Schlögl auf den Bürgermeistersessel zurück und errang bei den Gemeinderatswahlen 2005, 2010 und 2015 jeweils verlässliche Mehrheiten für seine Partei.

### Gemeinderat
Im Gemeinderat gibt es seit der Gemeinderatswahl vom 26. Jänner 2025 bei insgesamt 33 Sitzen folgende Mandatsverteilung:
- Liste SPÖ 14
- Liste OPPITZ 6
- Liste BAUM - Ökosozial 4
- Liste Grüne 3
- FPÖ 3
- Liste NEOS 2
- ProPurkersdorf 1

### Bürgermeister seit 1849
| Monarchie: - Carl Hießberger 1849–1855 - Karl Kurz 1855–1864 - Franz Unger 1864–1865 - Georg Donauer 1865–1867 - Wenzel Prager 1867–1870 - Paul Wintersberger 1870 - Wenzel Prager 1870–1872 - Karl Gruber 1872–1874 - Georg Donauer 1874–1876 - Wenzel Prager 1876–1881 - Karl Kurz 1881–1891 - Wenzel Prager 1891 - Karl Pummer 1891–1903 - Hugo Hild 1903–1918 | Erste Republik: - Konstantin Walz 1918–1919 - Johann Spalt 1919 - Johann Buchmüller 1919–1934 - Johann Marterbauer 1934–1938 | Zweite Republik: - Josef Zurek (SPÖ) 1945–1946 (Ortsvorsteher) - Franz Leitgeb (KPÖ) 1946–1947 (Ortsvorsteher) - Josef Zurek (SPÖ) 1947–1955 (bis 1954 Ortsvorsteher) - Gustav Hein (SPÖ) 1955–1970 - Hans Jaunecker (ÖVP) 1970–1982 - Franz Matzka (ÖVP) 1982–1989 - Karl Schlögl (SPÖ) 1989–1997 - Edeltraud Eripek (SPÖ) 1997–2000 - Karl Schlögl (SPÖ) 2000–2018 - Stefan Steinbichler (SPÖ) 2018– |

### Städtepartnerschaften
- Bad Säckingen, Deutschland (1973)
- Sanary-sur-Mer, Frankreich (2002)
- Göstling an der Ybbs, Österreich (2002)

## Persönlichkeiten

### Ehrenbürger
- Emil Ritter von Hardt (1842–1929), k. k. Sektionschef, ihm zu Ehren wurde im Jahr 1910 die vormalige Katharinengasse in Hardt-Stremayr-Gasse umbenannt
- Josef Schöffel (1832–1910), „Retter“ des Wienerwaldes
- Franz Cumfe, Gemeinderat und Bäckermeister
- Josef Frauenhofer, Vizebürgermeister
- Johann Haunold, Dechant und Pfarrer 1920–1941
- Franz Atzinger, Volksschuldirektor und Heimatforscher
- Johann Buchmüller, Bürgermeister 1919–1934
- Alfred Laßmann, Gründer der Stadtbücherei
- Johann Marterbauer, Bürgermeister 1934–1938
- Richard Plattensteiner (1878–1956), Volksbildner und Schriftsteller
- Armin Weiß, Praktischer Arzt
- Karl Heßle, Pfarrer 1941–1960
- Robert Hohenwarter, Vizebürgermeister
- Leopold Riedmüller d. Ä., Wurstfabrikant und Vizebürgermeister
- Johann Lux, Pfarrer im Irenental 1923–1963
- Karl Stadler, Gemeinderat und Obmann des Arbeitersängerbundes
- Anton Gotsch d. J., Vizebürgermeister und Feuerwehrkommandant
- Gustav Hein, Bürgermeister 1955–1970
- Florian Trautenberger, Vizebürgermeister
- Josef Zurek, Ortsvorsteher im Groß-Wien 1945–1954 und Bürgermeister 1954–1955
- Franz Jonas, Bundespräsident 1965–1974
- Andreas Maurer, Landeshauptmann von Niederösterreich 1966–1981
- Otto Tschadek, Landeshauptmann-Stv. von Niederösterreich 1960–1969
- Rudolf Hirsch, Landeshauptmann-Stv. von Niederösterreich 1964–1969
- Fritz Eckert, Vorsitzender-Stv. des Bundesrates und führend in Kath. Instituten
- Alfred Ströer, Sekretär im Österreichischen Gewerkschaftsbund
- Siegfried Ludwig, Landeshauptmann von Niederösterreich 1981–1992
- Hans Jaunecker, Bürgermeister 1970–1982
- Kurt Schlintner, ehemaliger Vizebürgermeister
- Michael Häupl (* 1949), Wiener Bürgermeister 1994–2018
- Erwin Pröll (* 1946), Landeshauptmann von Niederösterreich 1992–2017
- Heinz Mau, Vizebürgermeister der Stadt Bad Säckingen a. D.[9]
- Günther Nufer, Bürgermeister der Stadt Bad Säckingen a. D.
- Traude Eripek, Bürgermeisterin 1997–2000[10]
- Karl Schlögl, Innenminister 1997–2000 und Bürgermeister 1989–1997 & 2000–2018[11]

### Söhne und Töchter der Gemeinde
- Franz von Gernerth (1821–1900), Jurist, Komponist und Musikschriftsteller
- Karl Maria Schuster (1871–1953), Maler
- Julius von Pia (1887–1943), Geologe und Paläontologe
- Karl Dewanger (1897–1944), Politiker
- Gottfried Haberler (1900–1995), Ökonom
- Hans Hadamowsky (1906–1986), Oboist, Hochschullehrer und Komponist
- Else Rambausek (1907–1994), Schauspielerin und Sängerin
- Hans Altenhuber (1924–2022), Erwachsenenbildner
- Alexander Schlintner (* 1998), Sportler (Skeleton)

### Mit Purkersdorf verbunden
- Maria Theresia (1717–1780), Erzherzogin von Österreich, Königin von Ungarn und Böhmen
- Johann Baptist Anton Schmitt (1775–1840), Forstwissenschaftler
- Karl Graf Welsperg-Raitenau (1779–1873), Politiker
- Leopold Grabner (1802–1864), Forstwissenschaftler
- Josef von Bauer (1817–1886), Jurist und Politiker
- Ferdinand Kürnberger (1821–1879), Schriftsteller
- Friedrich Schlögl (1821–1892), Schriftsteller und Feuilletonist
- Ignaz von Schurda (1822–1879), Beamter und Politiker
- Konrad Adolf Hallenstein (1835–1892), Schauspieler
- Emil Steinbach (1846–1907), Jurist, Politiker und Finanzminister
- Arnold Hartig (1878–1972), Bildhauer und Medailleur
- Josef Schrammel (1852–1895), Komponist und Musiker, schuf den Purkersdorfer-Marsch
- Katharina Schratt (1853–1940), Schauspielerin
- Rosa Mayreder (1858–1938), Schriftstellerin, Frauenrechtlerin, Kulturphilosophin, Librettistin, Musikerin und Malerin
- Karl Landsteiner (1868–1943), Entdecker der Blutgruppen
- Karl Renner (1870–1950), Politiker, Staatsmann und Jurist
- Edmund Eysler (1874–1949), Komponist
- Richard Plattensteiner (1878–1956), Heimatschriftsteller
- Anton Wildgans (1881–1932), Lyriker und Dramatiker
- Ernst Wolf (1883–1932), Musiker und Komponist
- Camillo Fritz Discher (1884–1976), Architekt
- Hermann Michel (Mineraloge) (1888–1965), Mineraloge und Edelsteinspezialist
- Josef Humplik (1888–1958), Bildhauer (wirkte unter anderem in der Pfarrkirche Purkersdorf), Maler, Medailleur und Grafiker
- Georg Kotek (1889–1977), Volksliedforscher
- Hildegard Jone (1891–1963), Lyrikerin
- Josef Weinheber (1892–1945), Lyriker und Erzähler
- Franz Ruhm (1896–1966), Koch
- Max Stebich – Pseudonym Max Rott (1897–1972), Lehrer und Schriftsteller
- Friedrich Winkelmüller (1898–1979), Heimatschriftsteller
- Georg Traar (1899–1980), evangelisch-lutherischer Theologe
- Erika Giovanna Klien (1900–1957), österreichisch-US-amerikanische Künstlerin
- Karl Schäfer (1909–1976), Eiskunstläufer
- Ranajit Guha (1923–2023), indischer Historiker, lebte in Purkersdorf
- Heinz Reincke (1925–2011), Schauspieler und Synchronsprecher
- Horst Aschermann (1932–2005), Bildhauer
- Robert Lichal (1932–2024), Politiker
- Peter Cornelius (* 1951), Liedermacher, Sänger und Gitarrist
- Manfred Bauer (1957–2012), Journalist und Schriftsteller
- Andreas Prochaska (* 1964), Drehbuchautor und Regisseur
- Herbert Kickl (* 1968), Politiker[12]